# Binghamton Challenger
Il Binghamton Challenger, noto come  Levene Gouldin & Thompson Tennis Challenger per ragioni di sponsorizzazione, è stato un torneo professionistico maschile di tennis. Faceva parte dell'ATP Challenger Tour e del circuito professionistico organizzato dalla Federazione tennis statunitense, la United States Tennis Association (USTA). Inaugurato nel 1994, si giocava annualmente sui campi in cemento dei Recreation park tennis courts a Binghamton, negli Stati Uniti.
Il record di titoli vinti nel singolare appartiene a Paul Capdeville con tre trofei, mentre nel doppio il record è condiviso, con due titoli a testa, fra tennisti americani: Jeff Salzenstein, Scott Humphries, Huntley Montgomery, Tripp Phillips e Scott Lipsky.

## Albo d'oro

### Singolare
| Anno | Campione            | Finalista        | Score                  |
| ---- | ------------------- | ---------------- | ---------------------- |
| 1994 | Leander Paes        | David Witt       | 6–4, 6–2               |
| 1995 | Shūzō Matsuoka      | Jamie Morgan     | 2–6, 7–6, 6–3          |
| 1996 | Vincenzo Santopadre | Sargis Sargsian  | 6–3, 3–6, 6–3          |
| 1997 | David Witt          | Brian MacPhie    | 6–2, 6–4               |
| 1998 | Takao Suzuki (1)    | Diego Nargiso    | 5–2 rit.               |
| 1999 | Antony Dupuis       | Brett Steven     | 6–7, 6–1, 6–4          |
| 2000 | Takao Suzuki (2)    | Yong-Il Yoon     | 6–1, 6–4               |
| 2001 | Cédric Kauffmann    | Noam Behr        | 7–5, 6–1               |
| 2002 | Scott Draper        | Peter Luczak     | 7–6(5), 6–4            |
| 2003 | Ivo Karlović        | Nicolas Thomann  | 7–6(6), 6(6)–7, 7–6(4) |
| 2004 | Noam Okun           | Danai Udomchoke  | 6–3, 4–6, 6–1          |
| 2005 | Andy Murray         | Alejandro Falla  | 7–6(3), 6–3            |
| 2006 | Scott Oudsema       | Lukáš Lacko      | 7–6(5), 6–2            |
| 2007 | Thomas Johansson    | Dušan Vemić      | 6–4, 7–6(7)            |
| 2008 | Paul Capdeville (1) | Rajeev Ram       | 4–6, 6–3, 6–1          |
| 2009 | Paul Capdeville (2) | Kevin Anderson   | 7–6(7), 7–6(2)         |
| 2010 | Kei Nishikori       | Robert Kendrick  | 6–3, 7–6(4)            |
| 2011 | Paul Capdeville (3) | Wayne Odesnik    | 7–6(4), 6–3            |
| 2012 | Michael Yani        | Fritz Wolmarans  | 6–4, 7–6(11)           |
| 2013 | Alex Kuznetsov      | Bradley Klahn    | 6–4, 3–6, 6–3          |
| 2014 | Serhij Stachovs'kyj | Wayne Odesnik    | 6–4, 7–6(9)            |
| 2015 | Kyle Edmund         | Bjorn Fratangelo | 6–2, 6–3               |
| 2016 | Darian King         | Mitchell Krueger | 6–2, 6–3               |
| 2017 | Cameron Norrie      | Jordan Thompson  | 6–4, 0–6, 6–4          |
| 2018 | Jay Clarke          | Jordan Thompson  | 6(6)–7, 7–6(5), 6–4    |
| 2019 | Yūichi Sugita       | João Menezes     | 7–6(2), 1–6, 6–2       |

### Doppio
| Anno | Campioni                                  | Finalista                             | Score               |
| ---- | ----------------------------------------- | ------------------------------------- | ------------------- |
| 1994 | David DiLucia Chris Woodruff              | Neville Godwin Scott Sigerseth        | 4–6, 6–4, 6–3       |
| 1995 | Scott Humphries (1) Adam Peterson         | Neil Borwick Jamie Morgan             | 7–6, 6–2            |
| 1996 | Justin Gimelstob Jeff Salzenstein (1)     | David DiLucia Kenny Thorne            | 6–2, 6–4            |
| 1997 | Brian MacPhie Jeff Salzenstein (2)        | Emanuel Couto Tamer El Sawy           | 7–5, 6–7, 6–3       |
| 1998 | Myles Wakefield Wesley Whitehouse         | Petr Luxa Bernardo Martínez           | 7–5, 2–6, 7–5       |
| 1999 | Mitch Sprengelmeyer Jason Weir-Smith      | Kevin Kim Hyung-Taik Lee              | 5–7, 6–4, 6–2       |
| 2000 | Justin Bower Jeff Coetzee                 | Lorenzo Manta Laurence Tieleman       | 6–3, 7–5            |
| 2001 | Bobby Kokavec Frédéric Niemeyer           | Amir Hadad Andrew Nisker              | 2–6, 6–4, 6–1       |
| 2002 | Paul Goldstein Scott Humphries (2)        | Amir Hadad Robert Kendrick            | 4–6, 7–6(1), 7–5    |
| 2003 | Jonathan Erlich Andy Ram                  | Stephen Huss Myles Wakefield          | 6–4, 6–3            |
| 2004 | Huntley Montgomery (1) Tripp Phillips (1) | Rik De Voest Nathan Healey            | 7–6(6), 7–6(4)      |
| 2005 | Huntley Montgomery (1) Tripp Phillips (2) | Alex Bogomolov Jr. Travis Rettenmaier | 6–3, 6–2            |
| 2006 | Scott Lipsky (2) David Martin             | Colin Fleming Jamie Murray            | 7–5, 5–7, [10–3]    |
| 2007 | Scott Oudsema Ryan Sweeting               | Richard Bloomfield Kyu-Tae Im         | 7–6(5), 7–5         |
| 2008 | Carsten Ball Travis Rettenmaier           | Brian Battistone Dann Battistone      | 6–3, 6–4            |
| 2009 | Rik De Voest Scott Lipsky (2)             | Carsten Ball Kaes Van't Hof           | 7–6(2), 6–4         |
| 2010 | Treat Conrad Huey Dominic Inglot          | Scott Lipsky David Martin             | 5–7, 7–6(2), [10–8] |
| 2011 | Juan Sebastián Cabal Robert Farah         | Treat Conrad Huey Frederik Nielsen    | 6–4, 6–3            |
| 2012 | Dudi Sela Harel Srugo                     | Adrien Bossel Michael McClune         | 6–2, 3–6, [10]      |
| 2013 | Bradley Klahn Michael Venus               | Adam Feeney John-Patrick Smith        | 6–3, 6–4            |
| 2014 | Daniel Cox Daniel Smethurst               | Marius Copil Serhij Stachovs'kyj      | 6(3)–7, 6–2, [10–6] |
| 2015 | Dean O'Brien Ruan Roelofs                 | Daniel Nguyen Dennis Novikov          | 6–1, 7–6(0)         |
| 2016 | Matt Reid John-Patrick Smith              | Liam Broady Guilherme Clezar          | 6–4, 6–2            |
| 2017 | Denis Kudla Daniel Nguyen                 | Jarryd Chaplin Luke Saville           | 6–3, 7–6(5)         |
| 2018 | Gerard Granollers Pujol Marcel Granollers | Alejandro Gómez Caio Silva            | 7–6(2), 6–4         |
| 2019 | Max Purcell Luke Saville                  | JC Aragone Alex Lawson                | 6–4, 4–6, [10–5]    |